# جيم كينت
جيم كينت (بالإنجليزية: Jim Kent)‏ هو معلوماني حيوي ‏ وأحيائي أمريكي، ولد في 10 فبراير 1960 في هاواي في الولايات المتحدة.